# Iglesia de San Pedro en Gallicantu
La Iglesia de San Pedro en Gallicantu es una iglesia católica ubicada en la ladera oriental del monte Sion, a las afueras de las paredes de la ciudad vieja de Jerusalén. La iglesia toma su nombre de la palabra latina "Gallicantu", que significa "Canto de Gallo".  Esto es, en conmemoración de la negación triple de Simón Pedro a Jesús descrita en el Evangelio de Marcos 14, 30: "... antes de que el gallo cante dos veces, me negarás tres veces", también presente en los otros evangelios canónicos (Mateo 26, 34; Lucas 22, 34; Juan 13, 38). Un santuario bizantino dedicado al arrepentimiento de Pedro fue erigido en este lugar en el año 457 dC, pero fue destruido por el califa fatimí Al-Hakim bi-Amr Allah en 1010. La capilla fue reconstruida por los cruzados en 1102 y recibió su nombre actual. Después de la caída de Jerusalén, la iglesia volvió a caer en la ruina y no fue reconstruida hasta 1931.